# Harold Varmus
Harold Elliot Varmus (Oceanside, 18 de dezembro de 1939) é um cientista americano, laureado com o Prêmio Nobel, que foi diretor do National Institutes of Health de 1993 a 1999 e o 14º diretor do National Cancer Institute de 2010 a 2015, cargo para o qual foi nomeado pelo presidente Barack Obama.